# László Göncz
László Göncz (* 13. dubna 1960, Murska Sobota) je slovinský historik a politik maďarského původu. V současnosti je poslancem za maďarskou národnostní menšinu ve Státním shromáždění Republiky Slovinsko.
Narodil se v Murské Sobotě, dětství strávil v dvojjazyčném příhraničním městě Lendava, které absolvoval základní školu. Historii vystudoval na Univerzitě v Pešti. Od devadesátých let pracoval jako historik a kulturní pracovník maďarské menšiny v Prekmurje. V roce 2008 byl zvolen poslancem parlamentu za devátou volební jednotku (volební jednotka pro maďarskou menšinu), když porazil Márii Pozsonec, která funkci poslankyně za maďarskou menšinu zastávala osmnáct let. Zvolen byl i v předčasných volbách v roce 2011.